# Таврія (фільм)
«Таврія» — радянський художній фільм 1959 року. За однойменним романом Олеся Гончара, сценарій до фільму написав сам автор роману.

## Сюжет
За однойменним романом Олеся Гончара. Дія відбувається в квітні-липні 1914 року у степах Таврійської губернії, в землеволодінні Асканія-Нова, що належить найбільшим поміщикам на півдні Росії Фальц-Фейнам.

## У ролях
- Юрій Максимов —  Леонід Бронников
- Ольга Лисенко —  Вустя
- Лариса Шепітько —  Ганна
- Наталія Гіцерот —  Софія Фальцфейн
- Олег Жаков —  Іван Тимофійович Мурашко
- Федір Іщенко —  Леонтій
- Дмитро Капка —  дід Левко
- Марія Капніст —  ігуменя
- Дмитро Мілютенко —  Кілігей
- Лев Перфілов —  барон Вольдемар
- Іван Рижов —  Мокеїч
- Олександр Гумбурґ —  стражник Цибуля
- Олексій Максимов —  Густав Августович
- Галина Ільїна —  Ольга Іванівна
- Наталя Наум —  покоївка
- Антон Король —  Мануйло
- Адольф Ільїн — епізод
- Касим Мухутдінов — епізод
- Іван Матвєєв —  поводир
- Андрій Іванченко —  дід Омелько
- Дмитро Костенко —  Прошка
- Артем Тарський —  Оникій
- Микола Талюра —  прикажчик Гаркуша
- В'ячеслав Болеславський —  ротмістр
- Сергій Шеметило —  одесит
- Іван Маркевич —  хрещений Гаркуші
- Микола Воронін —  Нестор
- М. Назаров —  негр Яшка

## Знімальна група
- Режисер — Юрій Лисенко
- Сценаристи — Олесь Гончар, Юрій Лисенко
- Оператор — Володимир Войтенко
- Композитор — Георгій Майборода
- Художник — Олексій Бобровников